# Liste de téléromans franco-ontariens
Cet article contient une liste des téléromans franco-ontarien

## Liste
- Faites le deux
- FranCœur (2003-2006)
- Pointe-aux-chimères (2007)
- Embargo (2007)
- Météo+ (2008-2011)
- Les Bleus de Ramville (2012)